# Gondioc
 (octobre 2009).
Si vous disposez d'ouvrages ou d'articles de référence ou si vous connaissez des sites web de qualité traitant du thème abordé ici, merci de compléter l'article en donnant les références utiles à sa vérifiabilité et en les liant à la section « Notes et références ».
Gondioc, ou Gundioc, Gundowech, mort probablement en 473, est un roi burgonde, successeur de Gondicaire.

## Biographie
Gondioc (ou encore Gundowech ou Gundioch ; † vers 473) était roi des Burgondes dans les années qui ont suivi la destruction par les Huns de l'empire bourguignon sur le Rhin. Grégoire de Tours parle de lui comme étant du même genre que le wisigoth Athanaric († 381).
En 406, les Burgondes sous le règne de leur roi Gondicaire (Gundahar, Guntiar) avaient traversé le Rhin près de Mayence (voir Passage du Rhin (406)) et, avec l'autorisation de l'empereur romain Honorius, s'étaient ensuite installés sur le Rhin.
Les violentes tentatives de Gondicaire pour étendre son empire vers l'ouest (Belgica I) amenèrent 30 ans plus tard les Burgondes à entrer en conflit avec les Romains. En 435, une armée burgonde fut vaincue et finalement anéantie par des troupes auxiliaires constituées de Huns et commandées par le magister militum romain Aétius. On considère que c’est cet événement qui est le noyau historique de l'épopée des Nibelungen.
Gondicaire fut tué, avec, selon ce qu’on rapporte, la plus grande partie de sa tribu. Certains des survivants se soumirent à Attila et s'installèrent en Pannonie, mais la majorité se joignit aux Romains comme troupes auxiliaires sous leur nouveau roi Gondioc.
En 443, Aétius les installa comme fédérés en Suisse occidentale et en Sapaudia (la Savoie actuelle) pour constituer une zone-tampon contre les Alamans qui se renforçaient, créant ainsi le nouveau royaume des Burgondes avec Genève comme capitale. Gundioch participa à la bataille des champs catalauniques contre les Huns d'Attila en 451 et en 456, sur l’ordre de l'empereur Avitus, il combattit en Espagne les Suèves commandés par Rechiaire aux côtés du roi wisigoth Théodoric II.
« La victoire romaine a coûté cher aux Burgondes de Genève. Ils ont subi de lourdes pertes. Et, pour remplir leur contrat de fédérés, ils ont dû se battre contre leurs frères qui avaient eux-mêmes juré leur foi à Attila. Un stress qui les marquera à jamais ! Mais la bataille a réveillé leur ardeur combative, leur goût de l'indépendance, leurs instincts de nomades. Si bien que franchissant les limes qui leur avaient été assignées, ils ont débordé sur le sud-ouest en un raid percutant. Et ils ont occupé le Lyonnais avant de descendre vers les plaines de la Durance. »
En 457, Gondioc fut appelé par les habitants de Lyon qui s’étaient révoltés contre l'administration romaine qui exerce une forte pression fiscale. (La même année, son frère Chilpéric Ier est également mentionné comme roi). En violation de ses engagements de fédéré il prit le contrôle de la ville mais en fut expulsé et il se soumit à l'empereur Majorien. Après l’assassinat de ce dernier en 461, il reprit sa politique de conquête des régions actuelles de Savoie, de Suisse du Sud et de Franche-Comté. En 461, les Lyonnais préférant la tutelle burgonde, il fit de Lyon sa nouvelle capitale, prenant possession des provinces de Lugdunensis I (aujourd'hui Bourgogne) et de Viennensis (Vallée du Rhône, 463). En politique intérieure il dirigea son domaine agrandi en maintenant une stricte séparation entre les Bourguignons (administration militaire) et les indigènes (administration civile).
Il était tellement monté en puissance qu’après la mort d’Aétius (454), le nouveau souverain Ricimer fut conduit à marier sa sœur à Gondioc afin de parvenir à un équilibre des forces en Gaule. Ricimer fit de lui son Magister militum Galliarum en 463, et des unités bourguignonnes furent installées par les Romains à Avignon et Embrun.
Gundobad, le fils de Gondioc, lui succéda après la mort de Ricimer en 472 (nouvelle indication de l'importance stratégique croissante de la Bourgogne), mais il abandonna à nouveau cette position lorsque son père mourut vers 473, bien que Chilpéric Ier qui avait survécu assumât désormais seul le pouvoir royal. Après la mort de Chilpéric, vers 480, des recherches anciennes indiquent que l'empire bourguignon fut divisé entre les quatre fils de Gondioc : Gundobad, Chilpéric II, Godomar II et Godégisile. Des recherches plus récentes en doutent fortement, faute de preuves solides ; les dates de mort exactes des fils de Gundioch sont elles aussi incertaines. On suppose maintenant que Godomar et Chilpéric II étaient déjà morts en 476/477 et que seuls Godégisile et Gundobad se partagèrent le royaume.